# 奧博隆尼亞 (諾夫霍羅德-錫韋爾斯基區)
51°37′39″N 32°56′28″E / 51.62750°N 32.94111°E

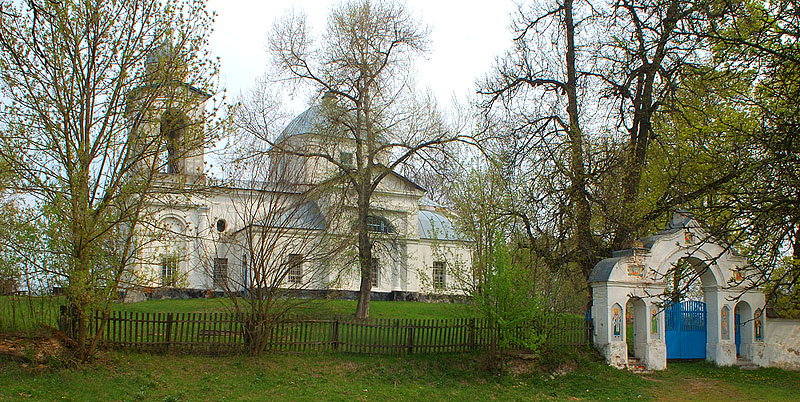
教堂

奧博隆尼亞（烏克蘭語：Оболоння），是烏克蘭北部切爾尼希夫州诺夫霍罗德-锡韦尔斯基区科罗普市镇的村落。始建於1399年，面積8.24平方公里，海拔高度124米，2001年人口696，人口密度每平方公里108.9人。